# Municipio de Danby
El municipio de Danby (en inglés: Danby Township) es un municipio ubicado en el condado de Ionia en el estado estadounidense de Míchigan. En el año 2010 tenía una población de 2988 habitantes y una densidad poblacional de 32,07 personas por km².

## Geografía
El municipio de Danby se encuentra ubicado en las coordenadas 42°48′23″N 84°54′3″O / 42.80639, -84.90083. Según la Oficina del Censo de los Estados Unidos, el municipio tiene una superficie total de 93.16 km², de la cual 90,92 km² corresponden a tierra firme y (2,4 %) 2,24 km² es agua.

## Demografía
Según el censo de 2010, había 2988 personas residiendo en el municipio de Danby. La densidad de población era de 32,07 hab./km². De los 2988 habitantes, el municipio de Danby estaba compuesto por el 97,89 % blancos, el 0,13 % eran afroamericanos, el 0,23 % eran amerindios, el 0,4 % eran asiáticos, el 0,33 % eran de otras razas y el 1 % eran de una mezcla de razas. Del total de la población el 1,1 % eran hispanos o latinos de cualquier raza.